# 카잔 대성당 (모스크바)

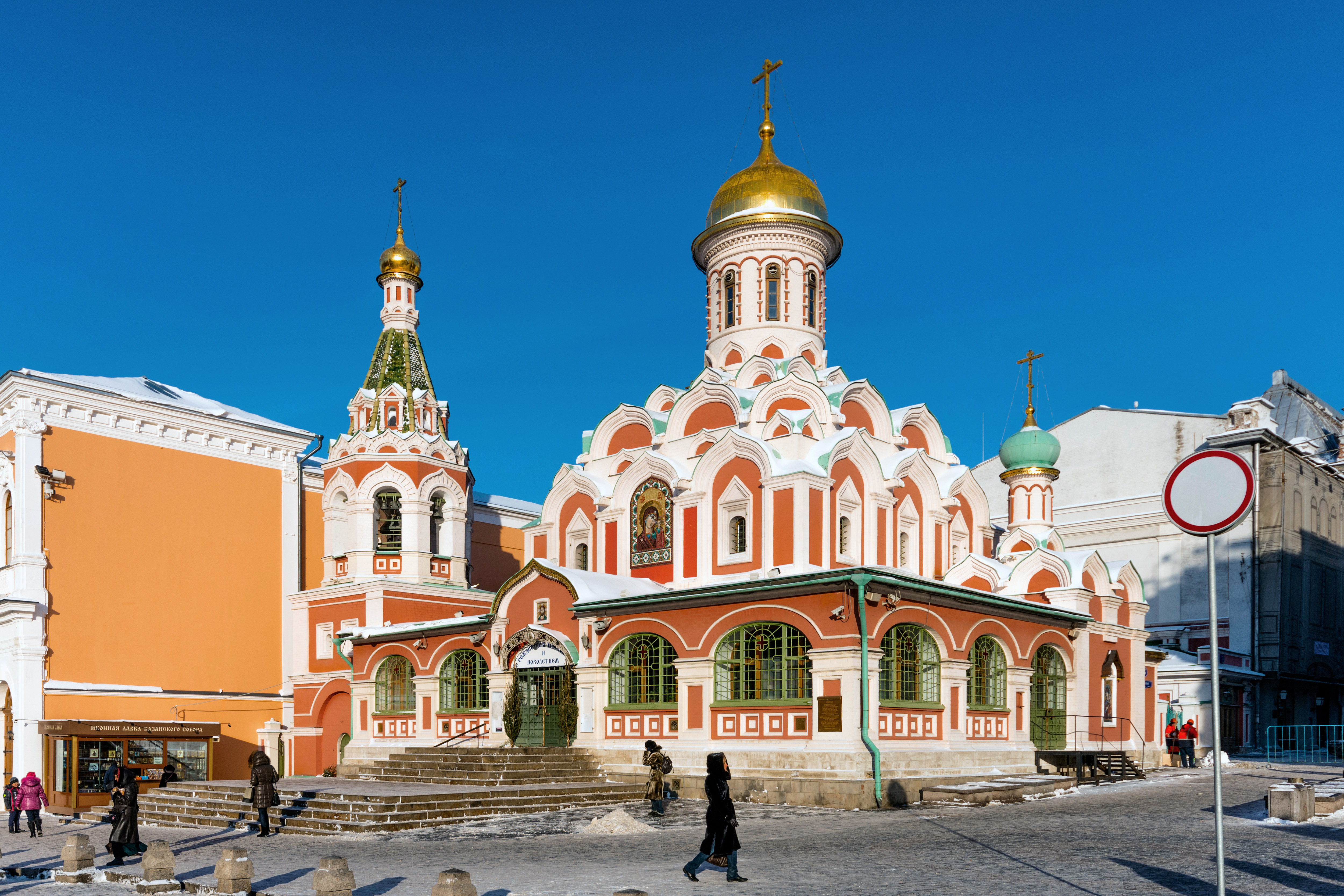
카잔 대성당

카잔 대성당(러시아어: Казанский собор)은 러시아 모스크바에 있는 러시아 정교회 성당이다. 붉은 광장 북서쪽 모퉁이에 위치해 있다. 현재 건물은 1936년 이오시프 스탈린의 명령으로 파괴된 원래 성당을 재건한 것이다.

## 역사

### 재건
소련 붕괴 후, 카잔 대성당은 공산주의자들에 의해 파괴된 후 완전히 재건된 최초의 교회였다. 대성당 복원(1990-1993)은 전러시아 역사보존문화기구 모스크바 지부의 지원을 받아 원래 교회의 세부적인 치수와 사진을 바탕으로 진행되었다. 그러나 복원된 대성당의 카잔 성모 성화는 복제품이며, 원본은 현재 옐로호보 대성당에 있다.

## 건축적 특징
카잔 대성당은 17세기 전반의 전형적인 정사각형 형태를 띠며, 언덕 모양의 아치가 있는 단일 돔형 교회 평면도를 보이는데, 이는 돈스코이 수도원의 옛 대성당에서 유래한 것이다. 대성당은 삼면이 열린 회랑으로 둘러싸여 있으며, 회랑은 북서쪽 모서리에 있는 팔작지붕 종탑과 히에라폴리스의 아베르키우스의 북동쪽 통로로 이어진다.